# 皮索克峰
46°44′40.2″N 10°16′47.1″E / 46.744500°N 10.279750°E

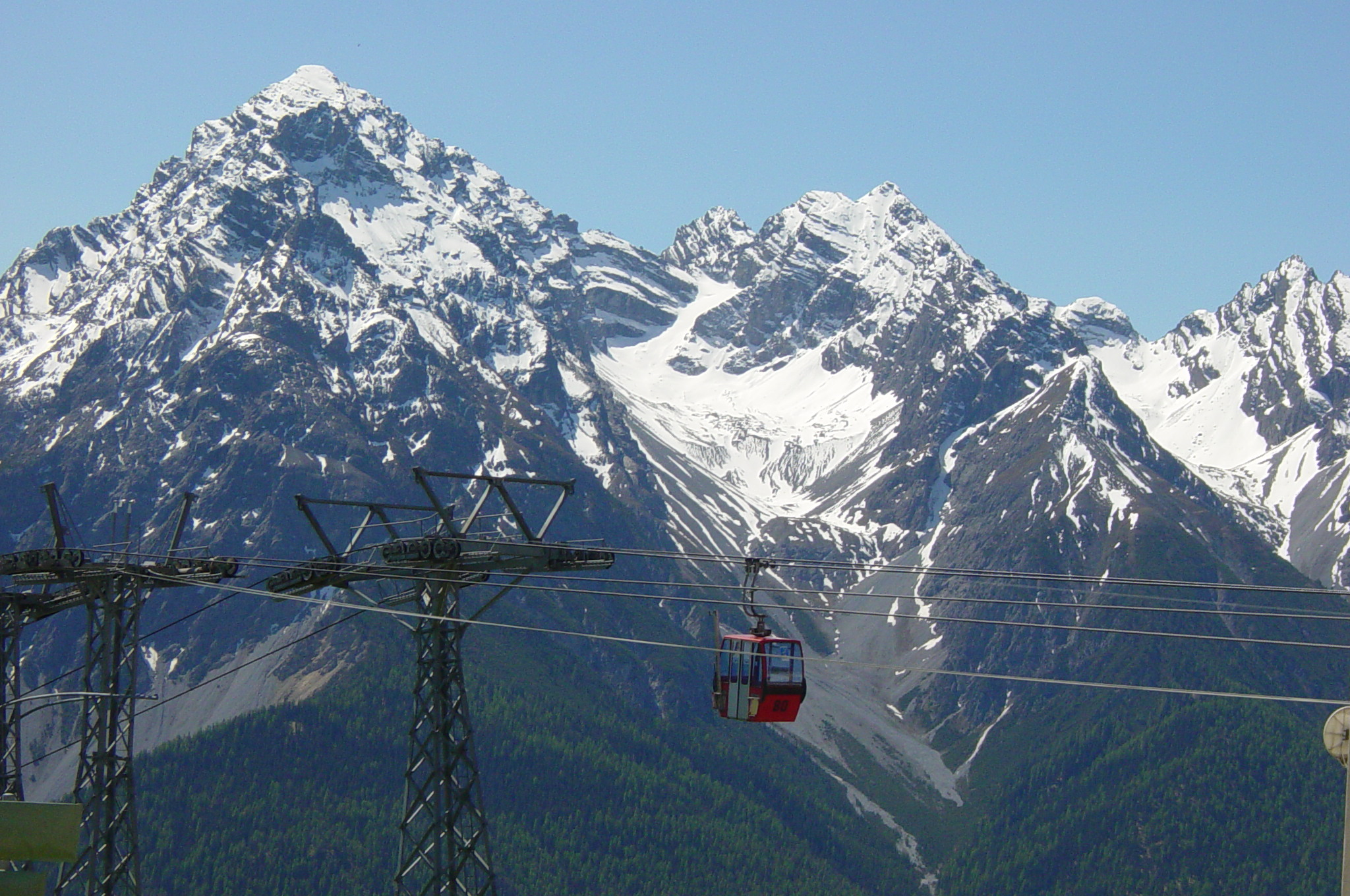

皮索克峰（Piz Pisoc），是瑞士的山峰，位於該國東南部，由格勞賓登州負責管轄，屬於塞斯文納山脈的一部分，海拔高度3,173米，每年平均降雨量1,367毫米。